# Amuri
Amuri är en ort i Cooköarna (Nya Zeeland). Den ligger i den norra delen av landet. Amuri ligger 10 meter över havet och antalet invånare är 285. Den ligger på västra sidan av ön Aitutaki vid havet.
Terrängen runt Amuri är platt. Kring Amuri förekommer skogar, ängar och jordbruksmark.